# Geranoaetus polyosoma
Geranoaetus polyosoma là một loài chim trong họ Accipitridae.